# Claus Böning
Claus Böning (* 1954) ist ein deutscher Physiker und Ozeanograph.

## Wissenschaftliche Laufbahn
Claus Böning schloss 1973 seine Schulzeit mit dem Abitur ab und begann daraufhin, nach seinem Zivildienst, 1974 das Studium der Physik an der TU Braunschweig und der Christian-Albrechts-Universität zu Kiel. Von 1976 bis 1980 studierte er Ozeanographie in Kiel und schloss dieses Studium mit dem Diplom ab. 1984 erlangte er die Promotion in dem Feld der Ozeanographie. Von 1980 bis 1985 war er wissenschaftlicher Angestellter im Sonderforschungsbereich 133 der Universität Kiel. Zwischen 1985 und 1987 war er Teil des Forschungsteams am Geophysikalischen Fluid Dynamik Labor der Princeton University, USA. Von 1987 bis 1993 arbeitete Claus Böning als Hochschulassistent am Institut für Meereskunde an der Universität Kiel. 1993 war er als Wissenschaftler zu Besuch im „National Center for Atmospheric Research“, Boulder, Colorado, USA. In den Jahren 1993 bis 1996 arbeitete er als Oberassistent im Institut für Meereskunde der Universität Kiel. 1996 wurde er Professor für Physik des Ozeans am Alfred-Wegener-Institut Bremerhaven/Universität Bremen und seit 1998 ist er Professor für Theoretische Ozeanographie an der Christian-Albrechts-Universität zu Kiel. Von 2001 bis 2003 war er Leiter des Forschungsbereiches „Ozeanzirkulation und Klima“ am Institut für Meereskunde und seit 2002 Sprecher des SFB 460 an der Universität Kiel. Seit 2004 ist er Stellvertretender Leiter des Forschungsbereichs „Ozeanzirkulation und Klimadynamik“ am IFM-GEOMAR.

## Forschungsprojekte
- Dynamik der ozeanischen Zirkulation
- Mechanismen jahreszeitlicher, interannualer und dekadischer Variabilität
- Rolle mesoskaliger Wirbel im Ozean
- Aufnahme und Ausbreitung anthropogener Spurengase im Ozean
- Entwicklung von Modellen, Analyse und Vergleich mit Beobachtungen[1]

## Ausgewählte Publikationen
- E. Behrens, F. Schwarzkopf, J. Lübbecke, C. W. Böning: Model simulations on the long-term dispersal of137Cs released into the Pacific Ocean off Fukushima. In: Environmental Research Letters. Band 7, Nr. 3, 2012, S. 034004. doi:10.1088/1748-9326/7/3/034004.
- K. Lorbacher, J. Dengg, C. W. Böning, A. Biastoch: Regional Patterns of Sea Level Change Related to Interannual Variability and Multidecadal Trends in the Atlantic Meridional Overturning Circulation. In: Journal of Climate. Band 23, Nr. 15, 2010, S. 4243–4254. doi:10.1175/2010JCLI3341.1.
- C. W. Böning, A. Dispert, M. Visbeck, S. R. Rintoul, F. Schwarzkopf: The response of the Antarctic Circumpolar Current to recent climate change. In: Nature Geoscience. Band 1, 2008, S. 864–869. doi:10.1038/ngeo362.[1]